# إيفاكافتور
إيفاكافتور (بالإنجليزية: Ivacaftor) هو دواء يُستخدم لعلاج التليف الكيسي في الأشخاص الذين لديهم طفرات مُعينة في الجين المسؤول عن تنظيم عملية التليف الكيسي (CFTR)،  يؤخذ عن طريق الفم. 
يباع تحت الاسم التجاري Kalydeco.
من آثاره الجانبية الشائعة الصداع وآلام الحلق وسيلان الأنف وآلام البطن والإسهال والطفح الجلدي والغثيان،  وقد تشمل الآثار الجانبية الأخرى مشاكل في الكبد،  ولا يوجد دليل على تسببه بضرر أثناء الحمل على الرغم من عدم دراسة استخدامه أثناء الحمل بشكل جيد. 